# Kornelkirsche
Die Kornelkirsche (Cornus mas), auch Herlitze, Dürlitze, Hirlnuss, in Österreich auch Dirndl, Dirndling, Dirndlstrauch oder Gelber Hartriegel, in der Deutschschweiz Tierlibaum genannt, ist eine Pflanzenart und gehört zur Gattung der Hartriegel (Cornus) innerhalb der Familie der Hartriegelgewächse (Cornaceae). Es handelt sich, entgegen der deutschen Bezeichnung, um keine Kirschart. Die Blütezeit dieses Strauchs liegt in Deutschland im März/April, in der Regel sogar noch vor der Forsythie.

## Beschreibung

### Vegetative Merkmale

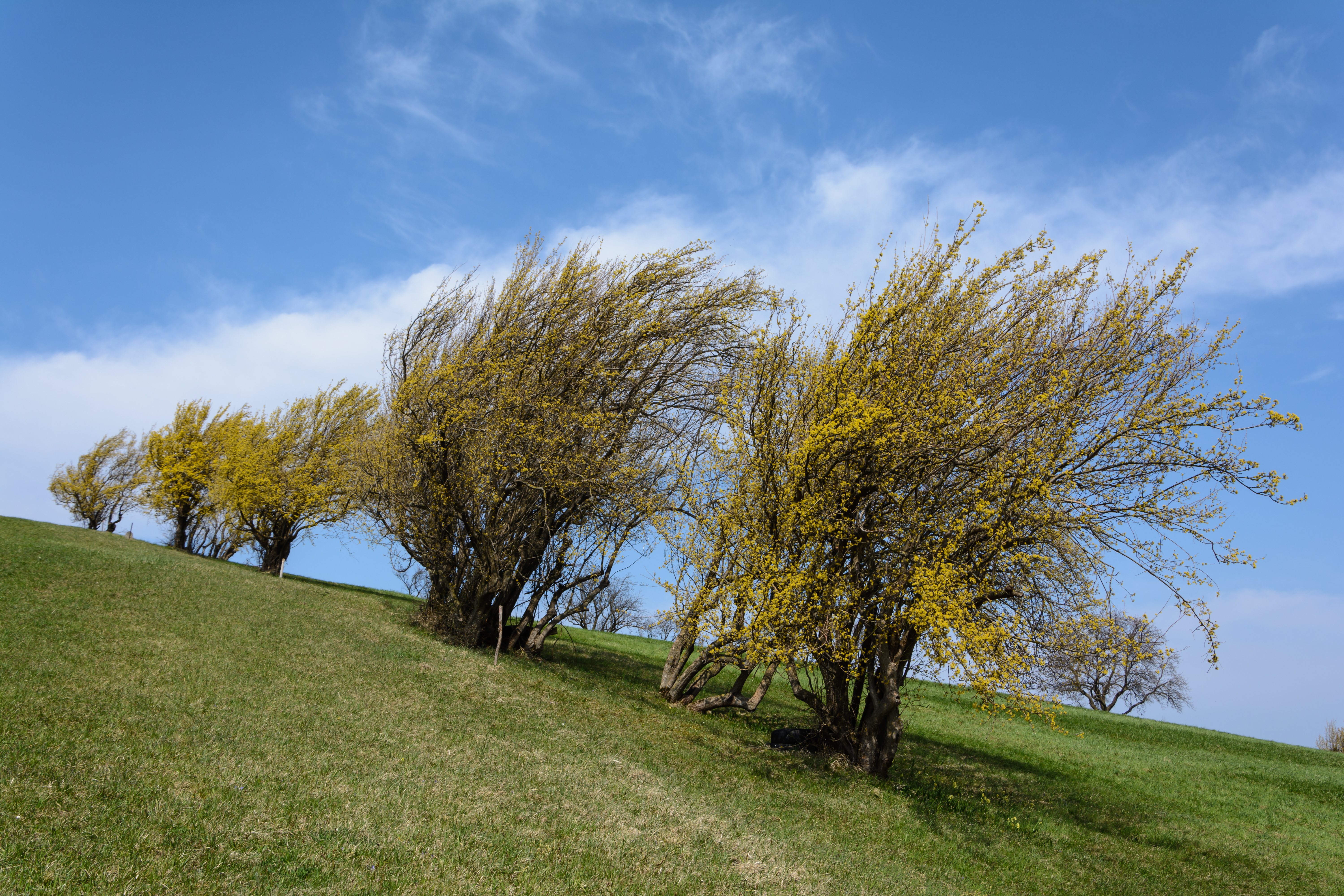
Kornelkirsche in Blüte

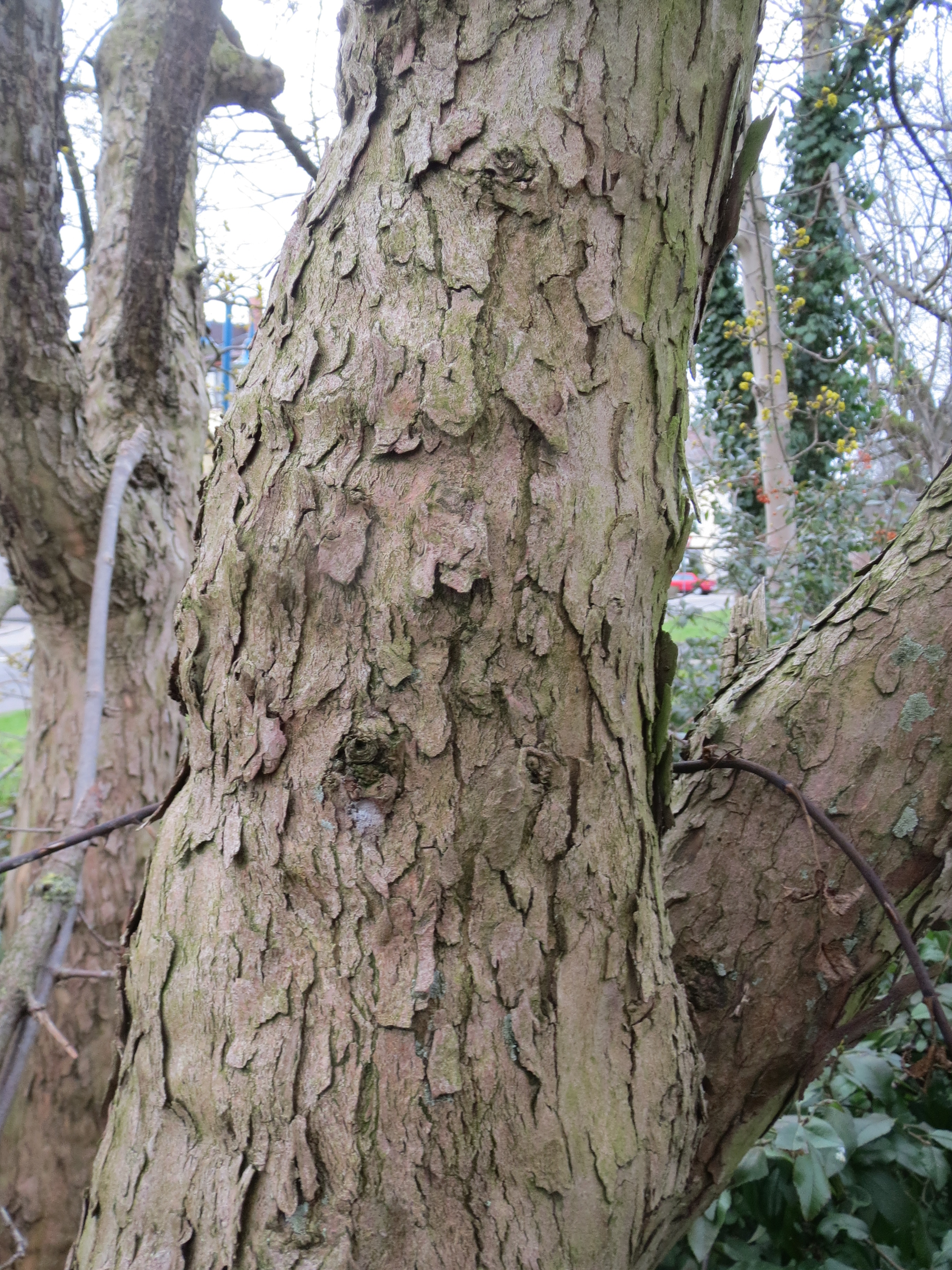
Borke

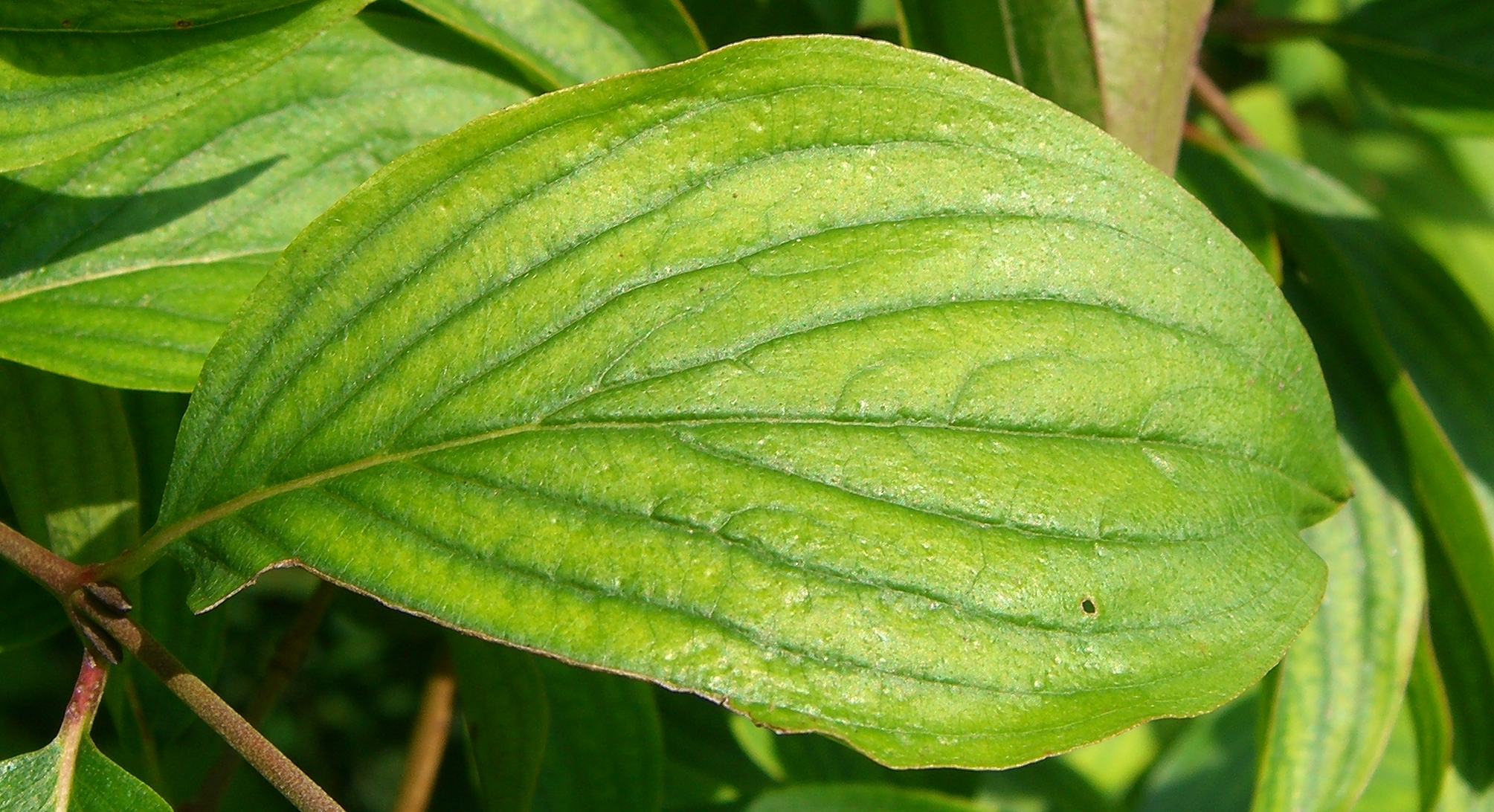
Laubblatt

Die laubabwerfende Kornelkirsche ist ein in Südeuropa und Teilen von Mitteleuropa weit verbreiteter Großstrauch oder Baum, der auch in Deutschland – meist angepflanzt – häufig anzutreffen ist. Die Wuchshöhe beträgt im Alter von 25 Jahren gut 4 m, mit 50 Jahren erreicht sie manchmal bis über 8 m. Die Stämme werden 40 cm bis selten über 60 cm dick. Die anfangs gelbgraue Rinde bildet später eine in dünnen, verbogenen Schuppen abstehende und abblätternde Borke. Die Wurzeln dringen tief in den Boden ein, bilden aber auch oberflächlich ein intensives Wurzelsystem, das allerdings durch Überschwemmung, Bodenverdichtung oder Salz leicht geschädigt wird. Die jungen Triebe sind grünlich behaart, später kahl.
Die gegenständigen und kurz gestielten, leicht ledrigen Laubblätter sind eiförmig bis elliptisch, seltener verkehrt-eiförmig, ganzrandig, spitz bis zugespitzt, 4–10 cm lang, oben glänzend, vor allem unterseits angedrückt behaart, mit 3 bis 5 Aderpaaren. Im Herbst färben sie sich gelb, manchmal auch orange, können aber in manchen Jahren bis zum Laubfall grün bleiben.
Das Holz mit rötlichweißem Splint und dunklem Kern ist sehr hart und schwer. Es ist schwer spaltbar, aber stark schwindend.

### Generative Merkmale

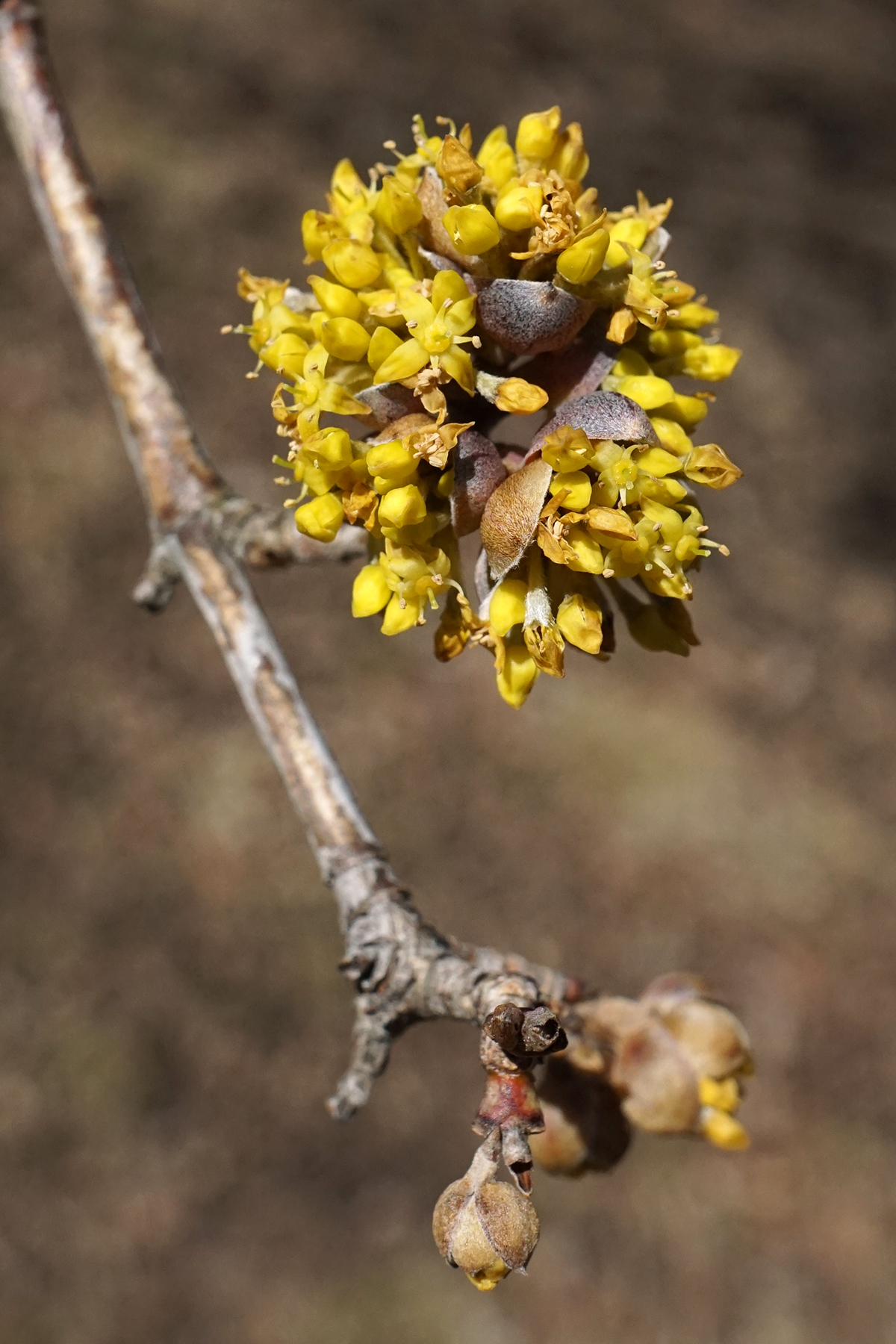
Blütenstand

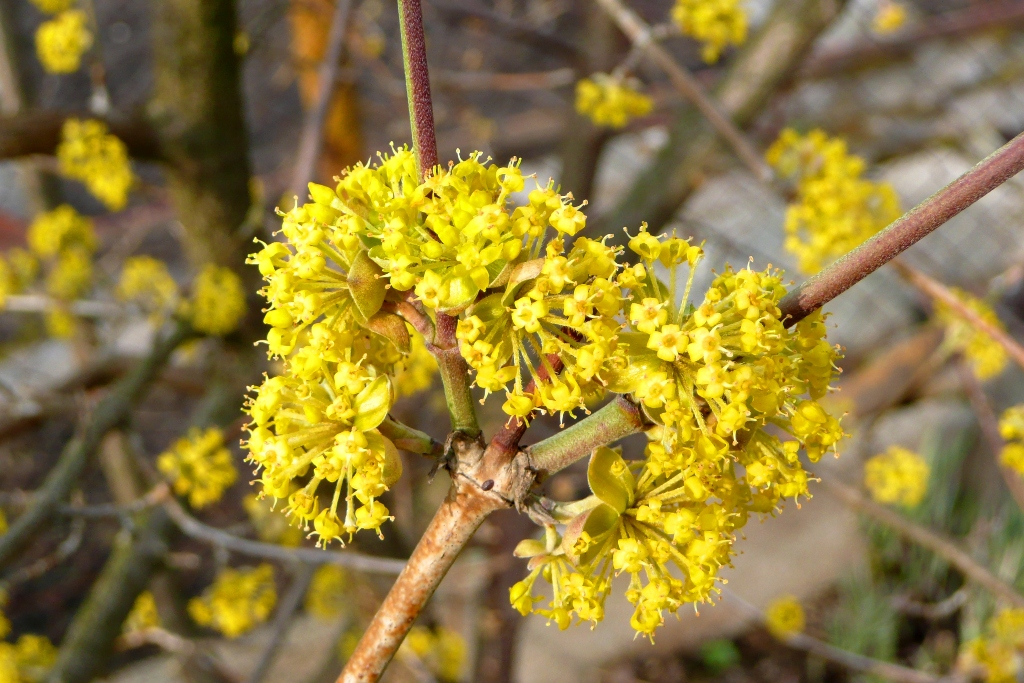
Blüten

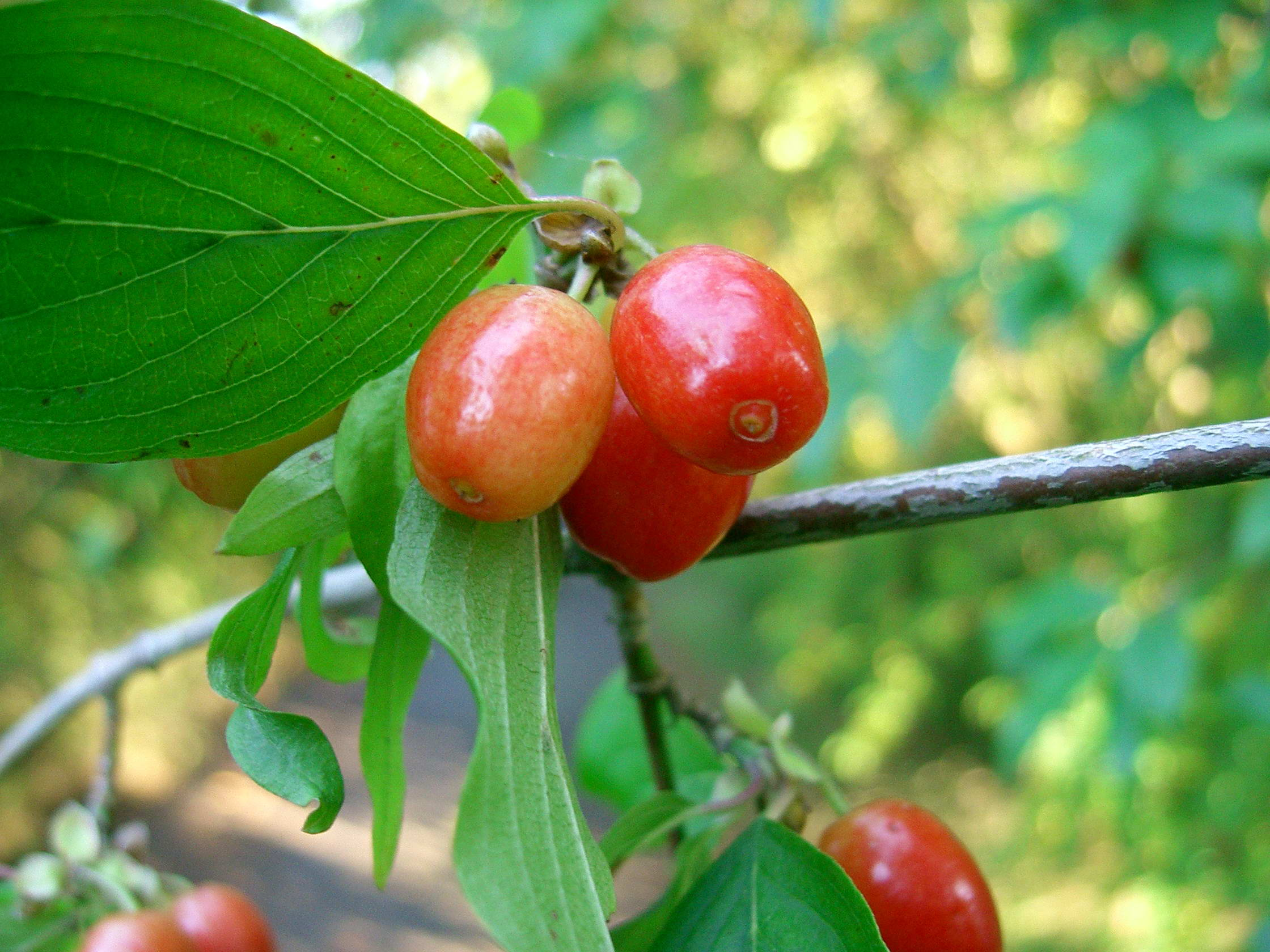
Fruchtstand

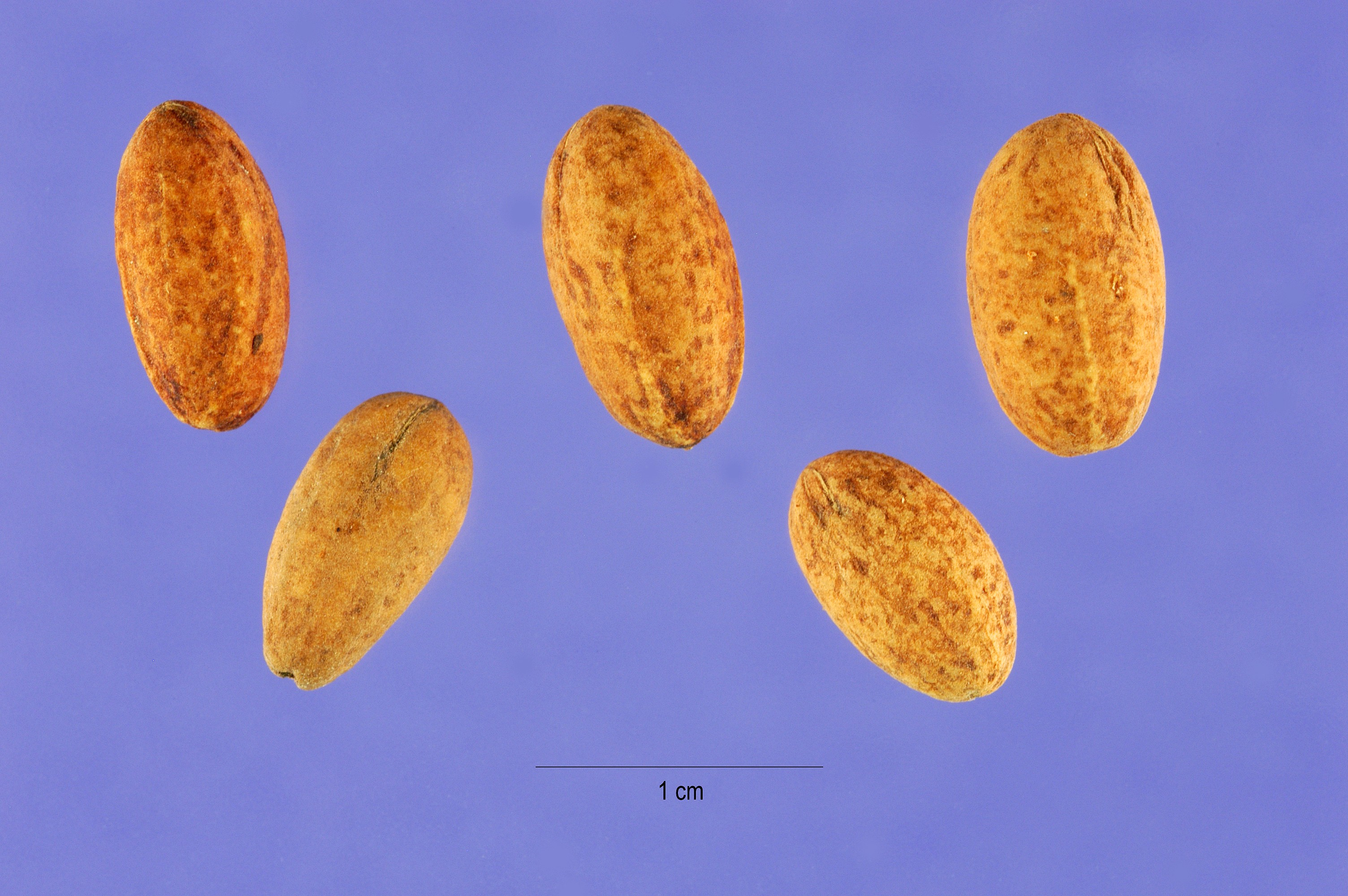
Samen

Die kleinen Blüten sind goldgelb und stehen in kleinen, an der Basis mit vier gelb-grünen, bootförmigen, behaarten Hüllblättern versehenen, achselständigen, dichten, vielblütigen Dolden. Jede einzelne, zwittrige, vierzählige und gestielte Blüte mit doppelter Blütenhülle hat die charakteristischen vier zurückgelegte Kronblätter wie alle Hartriegelgewächse. Die Blütenstiele sind behaart. Der Kelch am behaarten, kleinen Blütenbecher ist nur minimal ausgebildet. Es sind vier kurze Staubblätter vorhanden. Es ist ein auffälliger Diskus vorhanden. Der zweikammerige Fruchtknoten ist unterständig mit kurzem Griffel und kleiner Narbe.
Die Blüten erscheinen von Februar bis April vor den Blättern am alten Holz. Die Blütenknospen werden schon im Herbst angelegt, deshalb gibt es zwei verschiedene Winterknospen: Die länglichen Blattknospen und die kugelig geformten zukünftigen Blütenstände. Die daraus entstehenden Steinfrüchte sind glänzend rot, ellipsoid und bis etwa 2 cm lang, enthalten rotes, säuerliches Fruchtfleisch, das essbar ist. In jedem holzigen, ellipsoiden Steinkern befinden sich bis zu zwei Samen.
Durch die frühe Blütezeit ist die Kornelkirsche eine besonders wichtige Bienennährpflanze, durch die Früchte ein Vogelschutz- und -nährgehölz. Der Strauch eignet sich auch für regelmäßig geschnittene Hecken.
Sehr auffällig ist der Strauch im zeitigen Frühjahr, wenn er noch vor dem Laubaustrieb mit Tausenden von kleinen, goldgelben Blüten übersät ist, die einen schwachen Honigduft abgeben. In Gärten hat er allerdings inzwischen Konkurrenz bekommen von eingeführten Frühblühern wie Forsythie, Zaubernuss oder Farreri-Schneeball.

### Chromosomenzahl
Die Chromosomenzahl beträgt 2n = 18, seltener 27.

## Botanische Einordnung
Die Kornelkirsche hat sowohl der Ordnung der Cornales ihren Namen gegeben als auch der Familie der Cornaceae, Hartriegelgewächse. Innerhalb der Gattung der Hartriegel (Cornus) wird die Kornelkirsche in die Untergattung Cornus eingeordnet, zusammen mit den nächsten Verwandten in Ostasien, etwa der Asiatischen und Chinesischen Kornelkirsche.
Die Früchte, die Kornelkirschen oder auch Kornellen genannt werden, sind botanisch mit der Kirsche (Gattung Prunus) nicht näher verwandt. Kornelkirschen und Kirschen gehören unterschiedlichen Ordnungen des Pflanzenreiches an: die Kornelkirsche den Cornales und der Familie der Hartriegelgewächse (Cornaceae), die Kirsche (botanisch: Prunus) den Rosales und dort der Familie der Rosengewächse (Rosaceae) wie die meisten Obstbäume und -sträucher. Nur im Deutschen, Englischen (cornelian cherry) und Schwedischen (körsbärskornell) hat man Cornus mas die Bezeichnung Kirsche gegeben. Die Kornelkirsche ist wie die Kirsche eine Steinfrucht und eine Scheinfrucht; weil die Frucht vom Blütenboden umhüllt ist, der zur Fruchtreife fleischig wird. Im Volksmund werden die Kornelkirschen scherzhaft auch Hahnenhoden genannt, vermutlich weil sie meist paarig herunterhängen, meist nur 2–3 g wiegen und zudem meist kleiner sind als echte Kirschen.
In Deutschland sind vor allem zwei Cornus-Arten verbreitet: die Kornelkirsche und der sehr häufige Rote Hartriegel (Cornus sanguinea). Dieser wurde früher botanisch auch als Cornus femina (= weiblicher Hartriegel) bezeichnet, vermutlich weil er verglichen mit der Kornelkirsche weicheres Holz hat. Anderer Meinung sind die Botaniker Dietmar Aichele und Hans-Werner Schwegler (Die Blütenpflanzen Mitteleuropas, 1994), die den weiblichen Gegenpart zur Kornelkirsche im Wolligen Schneeball (Viburnum lantana) sehen: Die besonders hartholzige Kornelkirsche (Cornus mas = männlicher Hartriegel) habe einstmals im Deutschen Cornelbaum Männlein geheißen, der im Holz weichere Schneeball Cornelbaum Weiblein (Cornus femina). Der Unterschied zwischen weiblich und männlich habe hier nicht direkt mit Geschlecht zu tun – die Geschlechtlichkeit von Pflanzen wurde erst Ende des 17. Jahrhunderts erkannt –, vielmehr sei das Gröbere früher häufig als männlich, das Feinere als weiblich bezeichnet worden.
Leicht zu verwechseln mit der Kornelkirsche sind weitere Arten der Gattung Cornus: Die in Ostasien heimischen Cornus officinalis und Cornus chinensis sehen ähnlich aus. Allerdings finden sich diese Arten in Europa vereinzelt in Botanischen Gärten, im Handel sind sie schwer erhältlich.
Einen Zweig ohne Blüten oder Früchte kann man mit vielen weiteren Hartriegeln verwechseln, die die typisch geformten Blätter mit den zur Blattspitze gebogenen Adern zeigen. Beim Roten Hartriegel sind die Blattadern zweiter Ordnung ebenfalls deutlich sichtbar, während bei den Blättern der Kornelkirsche nur die Blattadern erster Ordnung hervortreten. Im Winter sind die kugeligen Blütenknospen, in denen schon die Blütenstände für das frühe Blühen im Frühjahr angelegt sind, ein gutes Unterscheidungsmerkmal.
In einigen nördlichen Bereichen Deutschlands wie in Ostfriesland gibt es noch eine weitere heimische Cornus-Art in Form einer etwa 20 cm hohen Staude, Cornus suecica, den Schwedischen Hartriegel. Er wird auch Schwedische Kornelle genannt.
Daneben sind in Deutschland eine Reihe anderer Cornus-Arten angepflanzt. Für die meisten von ihnen hat sich noch kein deutscher Name durchgesetzt. Am bekanntesten unter ihnen dürften der Blumen-Hartriegel (Cornus florida) aus Nordamerika mit über 30 Gartenformen sein sowie der ähnliche, etwas später blühende Cornus kousa und der Cornus nuttallii, beide mit mehreren Zuchtformen.

## Sorten
Von der Kornelkirsche gibt es eine Reihe Zuchtformen, so mit gelben oder gerandeten Blättern, mit weißen, gelben, violettroten oder kugeligen Früchten und mit Zwerg- oder Pyramidenwuchs. Zu den bekannteren Formen gehören:
- ‘Alba’: Früchte fast weiß.
- ‘Aurea’: Blätter gelb, Früchte rot.
- ‘Elegantissima’: Blätter teils breit gelb- oder rosa gerandet, teils ganz gelb.
- ‘Flava’: Früchte gelb.
- ‘Macrocarpa’: Früchte größer als bei der Art, birnenförmig. In Kultur auf dem Balkan und Kaukasus. Zierende Früchte.
- ‘Nana’: Wuchs zwergig und rundlich.
- ‘Pyramidalis’: Wuchs straff aufrecht, Zweige nur wenig abstehend. Sehr selten.
  - Davon die Form ‘Sphaerocarpa Cretzoiu’: Früchte kugelig, nicht länglich. Aus Rumänien.
- ‘Variegata’: Blätter regelmäßig breit weißrandig.
- ‘Violacea’: Früchte violettrot. Vor 1865. Selten. Zierende Früchte.

Mehrere von ihnen sind häufig in deutschen Parks anzutreffen, teilweise auch in privaten Gärten.
Auch hinsichtlich der Früchte steht heute eine größere Auswahl durch Züchtungen zur Verfügung. Während die Früchte der Wildform etwa zwei Gramm wiegen und der Kernanteil 20 Prozent und mehr beträgt, können die Züchtungen bis auf das Dreifache dieses Gewichtes kommen. In der Beschreibenden Sortenliste Wildobstarten des Bundessortenamtes, 1999, sind folgende Kornelkirschen-Sorten aufgelistet:
- 'Alosza', 'Alesha': Ukrainische Sorte mit gelben Früchten. Eine der frühesten Sorten mit Früchten, die Anfang August reifen. Ovale Früchte mit einem Durchschnittsgewicht von 3,3–5 g, maximal 5,7 g. Trockenmassegehalt ca. 20 % des Gewichts der Frucht. Der Zuckergehalt beträgt ca. 12 %, Säuren ca. 1,4–1,5 %, Pektin 1–1,2 %, Vitamin C 117–145 mg/100 g. Sehr lecker für frische, auch für alle Arten von Konserven aufgrund der interessanten Farbe und Geschmack zu empfehlen.
- ‘Devin’: Mittelstark wachsend; sehr hohe und ausgeglichene Erträge. Früchte etwa 4,5 g, Reife ab Mitte September.
- "Dublany': Polnische Obstsorte aus dem Arboretum Bolestraszyce. Die Frucht hat einen hohen Zuckergehalt (14 %), der Säuregehalt liegt bei 2,4 %. Durchschnittliches Fruchtgewicht 4,5–7 g. Lecker als rohes Obst, gut für Tinkturen und andere Konserven. Frühreife Sorte um die Jahreswende August und September.
- ‘Titus’: stark wachsend; hohe bis sehr hohe regelmäßige Erträge. Früchte etwa 2,7 g, Reife ab Mitte September.
- ‘Bo 2034’: Früchte etwa 3–4 g, Reife ab Ende August.
- ‘Bo 2035’: Früchte etwa 4 g, Reife ab Mitte bis Ende September. Diese vier Sorten wurden in der Slowakei gezüchtet.
- 'Jantarnyj', 'Yantarnyj': Ukrainische Sorte mit gelben Früchten. Eine der produktivsten Sorten – 30 kg Obst wurden aus einem 10 Jahre alten Busch geerntet. Schmackhafte, ovale, bernsteingelbe Früchte mittlerer Größe – Gewicht durchschnittlich 3,2–4 g. Zuckergehalt ca. 9,6 %, Säuren ca. 1,7 %, Pektin 1 %, Vitamin C 121 mg/100 g.
- ‘Jolico’: Früchte mit etwa 6,5 g sehr groß, Kernanteil weniger als 10 Prozent, hoher Zucker- und Vitamin-C-Gehalt. Aus Österreich, in einem ehemaligen botanischen Garten entdeckt.
- 'Korałłowyj', 'Korallowyj': Ukrainische Sorte mit einer einzigartigen, orangefarbenen Frucht. Die Frucht reift um die Jahreswende von August bis September ungleichmäßig. Die Früchte sind sehr lecker, süß. Fruchtgewicht 3,4–4,4 g. Zucker machen ca. 9,1 %, Säuren ca. 1,5 % und Pektin 0,85 % Fruchtgewicht. Der Gehalt an Vitamin C 117 mg/100 g, Anthocyane im Fleisch ca. 7 mg% und in der Haut 160 mg%.
- ‘Schumener’: Üppig gelbe Blüte im März/April. Große, langovale Früchte; sonst wie ‘Jolico’. Aus Österreich.
- 'Swietłana', 'Swietlana': Polnische Sorte mit Birnen- und Dunkelobstfrüchten. Das durchschnittliche Fruchtgewicht beträgt 4–5,5 g. Die Früchte enthälten ca. 14 % Zucker und 2,5 % Säuren. In 100 g Obst sind durchschnittlich 20 mg Vitamin C und 224 mg Flavonoide und 280 mg Iridoid enthalten. Sehr leckeres Obst, das für alle Produkte geeignet ist: Tinkturen, Kompotte usw.
- 'Szafer": Eine der schmackhaftesten polnischen Sorten von Arboretum Bolestraszyce. Gekennzeichnet durch den höchsten Zuckergehalt von 16 %, Säuren ca. 2,4 %. In 100 g Obst sind durchschnittlich 58 mg Vitamin C und 160 mg Flavonoide sowie 195 mg Iridoid enthalten. Vollreife Frucht, fast schwarz.
- ‘Mascula’: Männliche Sorte, starkblühend, geeignet als Befruchtungshilfe, blüht bereits im Jungpflanzenstadium. Aus Österreich.
- ‘Kasanlak’: Starkwüchsig, großfrüchtig, ertragreich. Neue Sorte aus Bulgarien.
- ‘Cormas’ und ‘Macrocarpa’: (= „großfrüchtig“), 1990 in Dänemark selektiert.
- 'Władymirskij', 'Wladymirskij': Ukrainische Sorte mit großen Früchten – Durchschnittsgewicht 5–7,5 g. Glänzende, rote und schwarze sowie rote Früchte, voll ausgereift – schwarze, ovalzylindrische Form. Mittlere bis späte Erntezeit – zweite Septemberhälfte. Der Gehalt an Trockenmasse beträgt ca. 20 % des Gewichts der Frucht. Zuckergehalt ca. 8,5 %, Säuren ca. 1,7 %, Pektin 1 %, Vitamin C 142–150 mg/100 g, Anthocyane im Fruchtfleisch 121 mg/100 g und in der Haut 721 mg/100 g. Eine der produktivsten Sorten – von einem 20 Jahre alten Busch können Sie bis zu 55–60 kg ernten.

Im polnischen Arboretum Bolestraszyce wurden über ein Dutzend Kornelkirschensorten mit unterschiedlicher Reifezeit, Geschmack und Fruchtform gezüchtet. Die meisten von ihnen haben einen hohen Zuckergehalt, was sie ideal für den direkten Verzehr macht. Die beliebtesten von ihnen sind: Dublany, Juliusz, Szafer, Słowianin, Swietłana, Bolestraszycki, Kresowiak, Paczoski, Raciborski.
In den USA sind die Sorten ‘Helen’, ‘Pioneer’, ‘Red Star’ und ‘Elegant’ im Handel. Das Bundessortenamt rechnet damit, dass in den nächsten Jahren weitere Sorten in den Handel kommen. In Deutschland befassen sich unter anderem die Hochschule Weihenstephan-Triesdorf in Bayern und die Humboldt-Universität zu Berlin mit dem Erhalt einiger der vorstehenden Obstsorten, weiterhin mit der Sorte ‘Auslese 93/I’. Um einen guten Fruchtansatz zu erhalten, wird empfohlen, zwei Sorten zusammenzupflanzen, wobei als Befruchter auch die Wildart genutzt werden kann.
Auch diese Zuchtformen vertragen Hitze und Trockenheit, kalte Winter und Blütenfröste. Zwar sagen ihnen kalkreiche Böden besonders zu, sie gedeihen aber ebenso auf anderen Böden, sofern diese nicht staunass oder verdichtet sind. Es gibt keine Pflanzenschutzprobleme; auch gegen Feuerbrand sind sie immun. Wildverbiss kommt nicht vor.

## Ernte
Kornellen soll man im fast überreifen, das heißt im dunkel- bis schwarzroten Zustand ernten. Sie sind dann süßer, weicher und lassen sich besser pflücken. Auch die Steine lösen sich dann besser vom Fruchtfleisch. Die Früchte reifen im August/September nach und nach. Auf keinen Fall sollte man die Äste bei der Ernte schütteln oder die Früchte mit Stangen herunterschlagen, da ab Mitte August der Blütenansatz für das nächste Jahr wächst. Die Früchte fallen von selber vom Strauch, wenn sie reif sind. Zur Vereinfachung des Aufsammelns breitet man vorher feinmaschige Netze unter dem Baum aus. Der Ertrag kann von einem Jahr zum anderen stark variieren. Nach einem Mastjahr mit sehr reicher Ernte folgt häufig ein mageres Jahr (Alternanz).

## Vorkommen

### Areal

Geographische Verbreitung der Kornelkirsche

Die Kornelkirsche ist vorwiegend ein Gewächs aus den südlichen, wärmeren Ländern Europas. Verbreitet ist sie auch in der Türkei, in Armenien, Aserbaidschan, im Kaukasus und auf der Krim. Ihre Nordgrenze in Europa verläuft etwa auf der Linie Südbelgien, Luxemburg, Mitteldeutschland (Jena), Galizien und Südrussland. Anscheinend ist sie in Italien, in den ungarischen Donau-Auen sowie in den niederösterreichischen Schwarzkieferbeständen besonders häufig anzutreffen. Es wurden fossile Reste der Gattung Cornus, die schon aus der jüngeren Kreidezeit stammen, und auch mehrere Arten aus dem Tertiär gefunden. In Italien hat man in stein- und bronzezeitlichen Pfahlbauten häufig Kornelkirschkerne gefunden. Die Kornelkirsche war im Welschland offenbar so stark verbreitet, dass sie auch welsche Kirsche genannt wurde. So heißt es in Zedlers Universal-Lexicon von 1733, „daß die Cornellen in Ober-Teutschland annoch Welsche Kirschen heissen“. Weiter heißt es dort: „Dieser Baum wird in denen Gärten und Lust-Höfen unterhalten“. Nachweislich wird in Deutschland die Kornelkirsche schon seit Beginn des Mittelalters angepflanzt, so in den Klostergärten der Benediktiner. Schon die Heilige Hildegard von Bingen (1098–1179), eine Benediktineräbtissin, empfahl sie gegen Gicht und für den Magen. Eine Anzahl weiterer Nachweise für die Bezeichnung stammt aus dem 16. Jahrhundert. So ist für England, wo die Kornelkirsche nicht heimisch ist, bereits für 1551 ein Exemplar in Hampton Court Palace bei London, dem damaligen Sitz des Königs, nachgewiesen.
In Deutschland findet man heute die Kornelkirsche überall, insbesondere in Gärten und Parks, wo sie vor allem wegen des gelben Blütenschmucks im Vorfrühling angepflanzt ist. Wie weit sie in Deutschland wild vorkommt und nicht nur verwildert ist, scheint noch immer umstritten. Die wild vorkommenden Bestände kommen im Wesentlichen im Süden und Westen Deutschlands vor, unter anderem im Saar- und Moselgebiet, bei Aachen, am Rhein bei Köln, am Main bei Frankfurt, an der Donau westlich von Regensburg, im Südharz, in Thüringen, insbesondere im Muschelkalkgebiet, so im Tal der Saale bis nach Halle, im Ilmtal, wo ein Berg Herlitzenberg genannt wird, und bei Dresden. In Nordrhein-Westfalen steht die Kornelkirsche auf der Roten Liste der gefährdeten Arten. Danach kommt sie dort wild als sogenannte autochthone (also als nicht angepflanzte oder verwilderte) Pflanze überhaupt nur noch im Raum Eifel/Siebengebirge und in der Niederrheinischen Bucht vor.

### Standort
Der wärmeliebende Strauch wächst wild vor allem auf sonnigen, buschbestandenen Hängen, in lichten Wäldern, an Waldrändern und in Hecken, in Auwäldern außerhalb des Überschwemmungsbereiches, häufig auf kalkhaltigen Böden, wie sie in Landschaften aus Sedimentgesteinen von Keuper, Jura oder Kreide vorkommen. Er ist dabei nicht wählerisch und verträgt auch lichten Schatten. Vergesellschaftet ist er mit Hainbuche, Haselnuss, Efeu, Heckenkirsche, Salweide und Rosenarten.
Pflanzensoziologisch wird die Kornelkirsche als charakteristisch für die Ordnung Quercetalia pubescentis (Flaumeichenwälder) angesehen und kommt im Verband Berberidion (Wärmeliebende Liguster-Gebüsche) sowie Alno-Ulmion (Hartholz-Aue) vor.
Die ökologischen Zeigerwerte nach Landolt et al. 2010 sind in der Schweiz: Feuchtezahl F = 2+ (frisch), Lichtzahl L = 3 (halbschattig), Reaktionszahl R = 4 (neutral bis basisch), Temperaturzahl T = 4+ (warm-kollin), Nährstoffzahl N = 3 (mäßig nährstoffarm bis mäßig nährstoffreich), Kontinentalitätszahl K = 4 (subkontinental).

## Ökologische Bedeutung
Auch heute noch hat die Kornelkirsche, obwohl sie im Duden und anderen Wörterbüchern als Ziergehölz bezeichnet wird, ihren praktischen Nutzen: der Herzwurzler hat ein intensives Wurzelsystem mit starker Adventivwurzelbildung, das erosionsgefährdete Böden gut befestigt. Da sie schnittfest ist und selbst bei starkem Rückschnitt wieder ausschlägt, eignet sie sich auch gut als Hecke (empfehlenswerte Größe: 150–200 cm hoch, 70–100 cm breit). Mit ihrer Trägwüchsigkeit und maximalen Wuchshöhe bis etwa 8 Meter passt sie gut in die heutigen kleinen Gärten. Hinzu kommt, dass sie gegen Luftverschmutzung widerstandsfähig sein soll, von keinem bedeutenden Schädling befallen wird und ihre Rinde nicht unter Wildverbiss zu leiden hat. Allerdings gehört sie zu den Bäumen und Sträuchern, die im Herbst am frühesten ihr Laub verlieren.
Sie hat auch ihren Wert für einheimische Tiere: Blätter und Triebe werden gern von verschiedenen Wildarten wie Feldhase und Reh angenommen. Die nektar- und pollenreichen Scheibenblüten sind im Frühjahr neben der Salweide erste Nahrung für Honig- und Wildbienen. Die Kirschen werden von Vogelarten wie Kernbeißer, Dompfaff, Kleiber und Eichelhäher sowie Haselmaus und Siebenschläfer gefressen. Auch Fliegen und manche Käferarten wie der Flache Glanzkäfer ernähren sich von ihren Pollen und ihrem Nektar.
In Nordrhein-Westfalen warb die inzwischen umstrukturierte Landesanstalt für Ökologie, Bodenordnung und Forsten (LÖBF) im Frühjahr 2000 in Pressemitteilungen für die Anpflanzung von Kornelkirschen. Bereits 1998 hatte sie die Kornelkirsche in einer Pressekampagne zur Pflanze des Monats März gekürt. Sie sei der als Vorfrühlingsblüher häufig angepflanzten, aus China stammenden Forsythie ökologisch weit überlegen, da sie im Gegensatz zu dieser Insekten als wichtige Nahrungsquelle dient. Zudem stellen die Früchte im Herbst eine begehrte Nahrung für Singvögel dar.

## Exponierte Exemplare

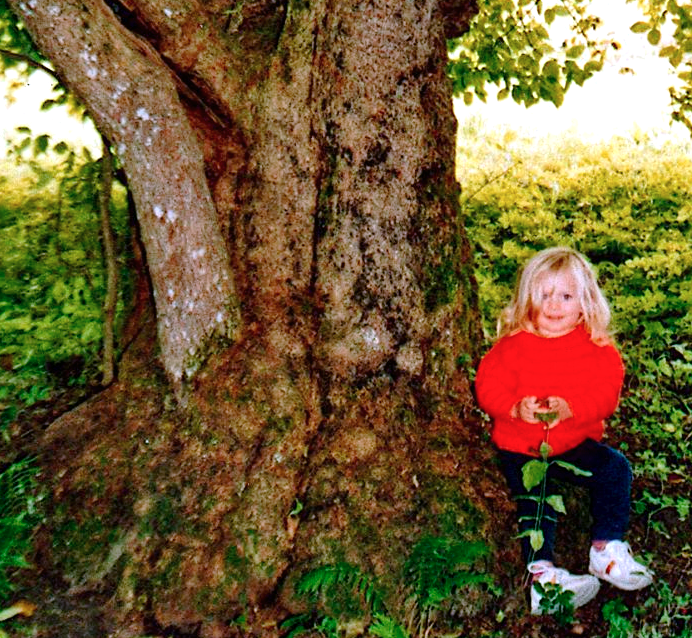
Die Sigrid-Dirndl, der größte bekannte Kornelkirschenbaum

Der Kornelkirschenbaum erreicht ein Alter von etwa 100 Jahren. Unter guten Standortverhältnissen dürfte er aber weit älter werden; dies ganz abgesehen von dem sagenhaften Bericht, wonach im alten Rom eine 800-jährige Kornelkirsche gestanden haben soll. In Eisleben-Helfta (nahe den Kriegerdenkmälern in der Hauptstraße) steht ein Exemplar, das laut Bundessortenamt etwa 250 Jahre alt ist. Es ist 9 Meter hoch und hat einem Stammumfang von 1,80 Metern. Eindrucksvolle Exemplare stehen in Bonn-Bad Godesberg am Eingangstor zur Redoute und im Godesberger Stadtpark. Weitere alte Exemplare stehen im Garten des ehemaligen Klosters Loccum (Niedersachsen), am Abhang des Heidelberger Schlosses, in Bad Wimpfen im Bereich der ehemaligen Kaiserpfalz, im Alten Botanischen Garten von Zürich, in Karlsbad (Karlovy Vary) vor dem 1895 erbauten ehemaligen Kaiserbad und an der Bühne der Kreuzgangspiele Feuchtwangen.
Schon zur Zeit des Barocks war die Kornelkirsche eine beliebte Pflanze für geschnittene Formhecken. Erhaltene Beispiele sind der 1620 angelegte Hofgarten im Zentrum Münchens (nach Zerstörung im Zweiten Weltkrieg anhand von Originalvorlagen wieder neu angelegt), der Südeingang des spätbarocken Parks von Schloss Rheinsberg, der 1811 gegründete Botanische Garten der Universität Breslau in Breslau (Wrocław) und die Hofjägerallee in Berlin, die durch den Tiergarten zur Siegessäule führt.
Einer der größten bekannten Kornelkirschenbäume ist die Sigrid-Dirndl. Sie steht im österreichischen Mostviertel in der Gemeinde Michelbach.

## Sprachgeschichte
Der botanische Name der Kornelkirsche ist Cornus mas, was sich mit männlicher Hornstrauch übersetzen lässt. Schon die Römer nannten den Strauch oder Baum cornus (Genitiv: corni, auch cornūs), der aber wie alle Bäume im Lateinischen feminin war, wogegen die Frucht cornum (Genitiv: corni) hieß und vom grammatischen Geschlecht neutrum war. Für die Frucht gab es daneben noch die Verkleinerungsformen cornulium (Genitiv: cornulii, neutrum) und cornulia (Genitiv: cornuliae, feminin). Eine Anzahl römischer Schriftsteller wie Horaz, Ovid, Plinius der Ältere und Vergil erwähnen die cornus. Warum die Römer den Strauch so nannten, ist umstritten. Meist ist zu lesen, die Bezeichnung komme von cornu (Horn), und zwar in der Regel mit der Begründung, das harte Holz der Kornelkirsche sei so fest und zäh wie Horn; so schon Zedler’s Universal-Lexikon von 1733: „weil die Äste dieses Baums dem Horne und dem Hirnschädel an Härte gleich kommen“. Bereits 1852 lehnte Georg Christoph Wittstein in seinem Etymolog.-botan. Handwörterbuch den Zusammenhang von cornu mit Horn ab. Das Etymologische Wörterbuch der botanischen Pflanzennamen von Helmut Genaust, das sich eingehend mit der verwickelten Sprachgeschichte von cornus befasst, weist auf die Verwandtschaft der römischen Bezeichnung mit der griechischen für Kornelkirsche und Hartriegel hin, nämlich krános und Kirni, dem Namen für die Gottheit der Kirschbäume. Es bestünde vielleicht auch eine Verwandtschaft zu der griechischen Bezeichnung für Kirschbaum, kérasos. Weiter wird auf die Möglichkeit verwiesen, dass im antiken Schrifttum teilweise statt der Kornelkirsche die Vogel-Kirsche (Prunus avium) gemeint gewesen sei. Laut Meyers Großem Universallexikon, Ausgabe 1983, leitet sich Kornelkirsche (zweite Silbe lang und betont) vom althochdeutschen cornilbaum ab, der seinerseits vom mittellateinischen corniola herrührt. Dieser wiederum komme von der lateinischen Bezeichnung cornum, cornus für den Kornelkirschenbaum. In älteren Gartenbüchern wiederum ist zu lesen, der Name käme vom vulgärlateinischen cornolium oder corneolus für Kornelkirsche.

### Deutsche Bezeichnungen
Zedlers Universal-Lexicon von 1733 führt folgende deutsche Bezeichnungen auf:
- für die Kornelkirsche als Baum: Cornel-Baum, Cornel-Kirschen-Baum, Welscher Kirschen-Baum, Kurbeer-Baum, Dierlein-Baum, Dörnlein, Horlizgen-Baum, Cornelius-Kirschen-Baum, Cörner-Baum, Tierlein-Baum;
- für die Frucht: Corneel-Kirsche, Cornell-Kirsche, Welsche Kirsche, Horlizge, Kirrbeere, Horn-Kirsche, Horniß-Beer, Hornisse, Hirlitze, Dirlitze, Dierlein, Dierlin-Kirsche, Corneel-Beere, Corlen, Corneole, Cornelle, Zieserlein.

Das 1993 in Radebeul erschienene Werk Obstsorten von Gerhard Friedrich und Herbert Petzold nennt für die Kornelkirsche andere deutsche Namen, beispielsweise:
- Corneliuskirsche, Cornille, Gelber Hartriegel, Kornelle, Dirndl (Bayern), Dirlitze, Dürrlitze (Schwaben), Erlitze, Herlitze, Hörlitze (Thüringen), Krakebeere, Knüten (Mecklenburg), Welsche Kirsche, Hornkirsche, Ziserle oder Zisserle (Franken), Beinholz.

Unklar ist die Herkunft der viel verwendeten Bezeichnungen Herlitze und Dirlitze mit ihren verschiedenen Abwandlungen (unter anderem Dierlibaum, Dirndstrauch und – vor allem in Österreich – Dirndl). Eventuell ist die Bezeichnung Dirlitze von den slawischen Wörtern drijen (kroat.), dren (slow.), drieň (slowak.), dereń (polnisch) beziehungsweise dřín (tschech.) abgeleitet; schließlich waren Kroatien, Slowenien, Slowakei und Tschechien lange Zeit Bestandteil der österreichisch-ungarischen Monarchie. In der Schweiz scheint neben Kornelkirsche auch Tierlibaum üblich zu sein; so trägt ein sehr betagtes Exemplar im Alten Botanischen Garten von Zürich die Bezeichnungen: Cornus mas – Kornelkirsche – Tierlibaum.
Nach dem Deutschen Wörterbuch der Brüder Grimm von 1873 ist das Wort Herlitze stufenweise aus dem Wort Kornelle, also Kornelkirsche, entstanden. Andere Namen waren danach Korlesbeere und Kürbeere.
Die verwickelte Sprachgeschichte von Cornus mas und Kornelkirsche zeigt sich besonders deutlich am Wörterbuch der deutschen Pflanzennamen von Heinrich Marzell, 1943, das diesem Stichwort trotz einer Vielzahl von Abkürzungen neun Spalten widmet. Dort sind auch die Jahreszahlen für die ersten Erwähnungen der verschiedenen Bezeichnungen einschließlich Quellenangaben zu finden.
Die Frucht wurde in einigen deutschen Gegenden, so in Thüringen, auch Judenkirsche genannt, mundartlich, vor allem in der Schweiz, auch Judechriesi. Die verbreitetsten Namen waren aber wohl immer Kornelle und Kornelkirsche oder -beere in den verschiedensten Schreibweisen. Schon für das 18. Jahrhundert bezeugt sind die Bezeichnungen Fürwitzel und Zisserle. Die Erstere soll offensichtlich ausdrücken, dass dieser Baum vorwitzig ist, nämlich am frühesten von allen Obst tragenden Gehölzen blüht. Die Bezeichnung Zisserle in den verschiedenen Formen scheint im Fränkischen und Schwäbischen verbreitet zu sein.
In Siebenbürgen heißt die Frucht Terne, die gleiche Bezeichnung ist auch im Rheinischen Wörterbuch zu finden.
Heute wenig bekannt ist der schon 1790 erwähnte Name Ruhrbeerstrauch beziehungsweise Ruhrkirsche. Die Früchte fanden früher Anwendung als Mittel gegen die rote Ruhr (durch Bakterien hervorgerufene, oft epidemisch auftretende Diarrhoe).
Für die Kornelkirsche bestehen bzw. bestanden auch die weiteren deutschsprachigen Trivialnamen Caneelkirsche, Charniboum (althochdeutsch), Charnilboum (althochdeutsch), Chuirnil (althochdeutsch), Churinboum (althochdeutsch), Churnilboum (althochdeutsch), Corlebaum (mittelhochdeutsch), Dattelbaum (Pongau), Derlein, Derlenbaum, Diendlbaum, Dientel, Dienkel, Dierling, Dierlitzenbaum, Dintel, Dirheinbaum (Österreich), Dirlen, Dirlitzen (Halle, Eichstädt), Dirndlbeer (Kärnten, Schwaben), Wilde Dirntel (Österreich), Dirntelbaum (Österreich), Dörnleinbaum, Dörling, Dörnlstrauch, Dorlenstrauch, Dornleinbaum, Dürlein, Dürlizen (Ulm, Augsburg), Wilder Dürlitzenstrauch, Eperlbaum, Glane, Härtern, Hahnenhoden, Harlsken, Hartbaum, Herlitze (Mark), Herlitzenbaum (Österreich, Mark), Herlitzenstrauch, Herlsken, Hermschen, Hermkenbaum, Hernsken, Hersken, Hirlizbaum, Hirlizen (Schwaben), Hirnuss (Eichstädt), Hörlitzen, Horlicken, Horlitzen, Hörnerbaum, Horlsken (Sachsen bei Leipzig), Horlzkebaum, Hornbaum (Österreich), Hornstrauch (Thüringen), Hürrlitzgenbaum (Thüringen), Judenkirschbaum, Kanetkirschen, Welscher Kirschbaum (Thüringen), Welsch Kirsen, Körlebaum, Körlesbeere (Hessen), Körnerbaum (Thüringen), Korbeerbaum, Korle, Korln, Korneliuskirsche, Kornelbaum (Sachsen), Kürbeeren (mittelhochdeutsch), Kürberenbaum, Kürlbaum, Kürlibaum (Graubünden), Kürnbaum, Kürnelbaum (mittelhochdeutsch), Kurbeerbaum (mittelhochdeutsch), Kurnelbaum (mittelhochdeutsch), Tärnebum (Siebenbürgen), Terle (Bremen), Terlink (Bremen), Terlingbaum, Thiarlebaum (St. Gallen), Thierleinbaum (Zweibrücken), Thierliebaum, Tierlibaum (Schweiz), Tirlen, Tirlitzenbaum (Schwaben), Zierleinstrauch und Zisserlein.

### Betonung
Schwierigkeiten macht auch die Betonung der Bezeichnung Kornelkirsche. In der Literatur liegt die Betonung, soweit sie überhaupt angegeben wird, überwiegend auf der zweiten Silbe, wobei diese jeweils als lang gesprochen aufgeführt ist. Dagegen macht schon das Deutsche Wörterbuch der Brüder Grimm (5. Band, 1873) darauf aufmerksam, dass Kornelbaum anscheinend teils auf der ersten, teils auf der zweiten Silbe betont wird. Legt man Zedler’s Universal-Lexicon von 1733 zugrunde, spricht alles für eine Betonung auf der zweiten Silbe. Dort sind die Stichworte Corneel-Beere, Corneel-Kirsche, Corneel-Kirschen-Baum sowie Cornelius-Kirschen, Cornelius-Kirschen-Baum, Cornell-Kirsche, Cornelle aufgeführt, deren Schreibung anzeigt, dass damals die zweite Silbe betont wurde, wenn auch einmal lang und einmal kurz.
Auch im französischen cornouille und spanischen cornejo (jeweils Kornelkirsche als Frucht) wird die zweite Silbe betont. Im italienischen córniolo (der Baum) und córniola (die Frucht) liegt jedoch die Betonung auf der ersten Silbe (allerdings ist dort auch die Betonung der zweiten Silbe zulässig (-nio- ist eine Silbe, nicht zwei) und die einzig gebräuchliche Betonung); andernfalls ist damit der Schmuckstein Karneol (cornióla oder cornalina) gemeint. Das englische Wort corneltree wird ebenfalls auf der ersten Silbe betont. Laut The Oxford English Dictionary, Ausgabe 1933, ist cornel in England schon seit dem 16. Jahrhundert in Gebrauch und in den verschiedenen Schreibweisen aus dem Deutschen (von cornel-baum) übersetzt. Das deutet wiederum darauf hin, dass die frühen deutschen Formen wie cornel-baum, churnelbere, quirnilberi ebenfalls auf der ersten Silbe betont wurden.
Möglicherweise leitet sich Kornel vom italienischen corniolo ab, das in der Regel auf der ersten Silbe betont wird. Auch das mundartliche italienische Wort crógnolo für Kornelkirsche hat die Betonung auf der ersten Silbe. Im Deutschen scheint eher die zweite Silbe betont zu werden, allerdings dann meist kurz gesprochen.
In den skandinavischen Sprachen – Dänisch, Norwegisch, Schwedisch – wird jeweils die zweite Silbe betont und meist kurz gesprochen.
Dort ist der Begriff Kornel relativ häufig. Mit Kornel (dänisch) beziehungsweise kornell (norwegisch und schwedisch) wird dort sowohl die Gattung Hartriegel (Cornus) als auch die Familie der Hartriegelgewächse (Cornaceae) bezeichnet. Es wurde in den verschiedenen Formen und Ableitungen immer die zweite Silbe betont. Das ging so weit, dass die erste Silbe sogar teilweise weggefallen ist, wie sich aus Namen wie Nelius, Nehl, Nelle, Nelissen ergibt. Diese Formen zeigen auch, dass für die Silbe nel die kurze und die lange Aussprache nebeneinander existieren.

## Systematik
In der Systematik ergibt sich folgende Darstellung der Verwandtschaftsverhältnisse der Kornelkirschen:
|  | Cornus mas         |
|  |                    |
|  | Cornus officinalis |
|  |                    |

|  | Cornus chinensis |
|  |                  |
|  | Cornus eydeana   |
|  |                  |

|  | Cornus mas         |
|  |                    |
|  | Cornus officinalis |
|  |                    |

|  | Cornus chinensis |
|  |                  |
|  | Cornus eydeana   |
|  |                  |

|  | Cornus mas         |
|  |                    |
|  | Cornus officinalis |
|  |                    |

|  | Cornus chinensis |
|  |                  |
|  | Cornus eydeana   |
|  |                  |

|  | Cornus mas         |
|  |                    |
|  | Cornus officinalis |
|  |                    |

|  | Cornus chinensis |
|  |                  |
|  | Cornus eydeana   |
|  |                  |

|  | Cornus mas         |
|  |                    |
|  | Cornus officinalis |
|  |                    |

|  | Cornus chinensis |
|  |                  |
|  | Cornus eydeana   |
|  |                  |

|  | Cornus mas         |
|  |                    |
|  | Cornus officinalis |
|  |                    |

|  | Cornus chinensis |
|  |                  |
|  | Cornus eydeana   |
|  |                  |

|  | Cornus mas         |
|  |                    |
|  | Cornus officinalis |
|  |                    |

|  | Cornus chinensis |
|  |                  |
|  | Cornus eydeana   |
|  |                  |

|  | Cornus mas         |
|  |                    |
|  | Cornus officinalis |
|  |                    |

|  | Cornus chinensis |
|  |                  |
|  | Cornus eydeana   |
|  |                  |

## Nutzung

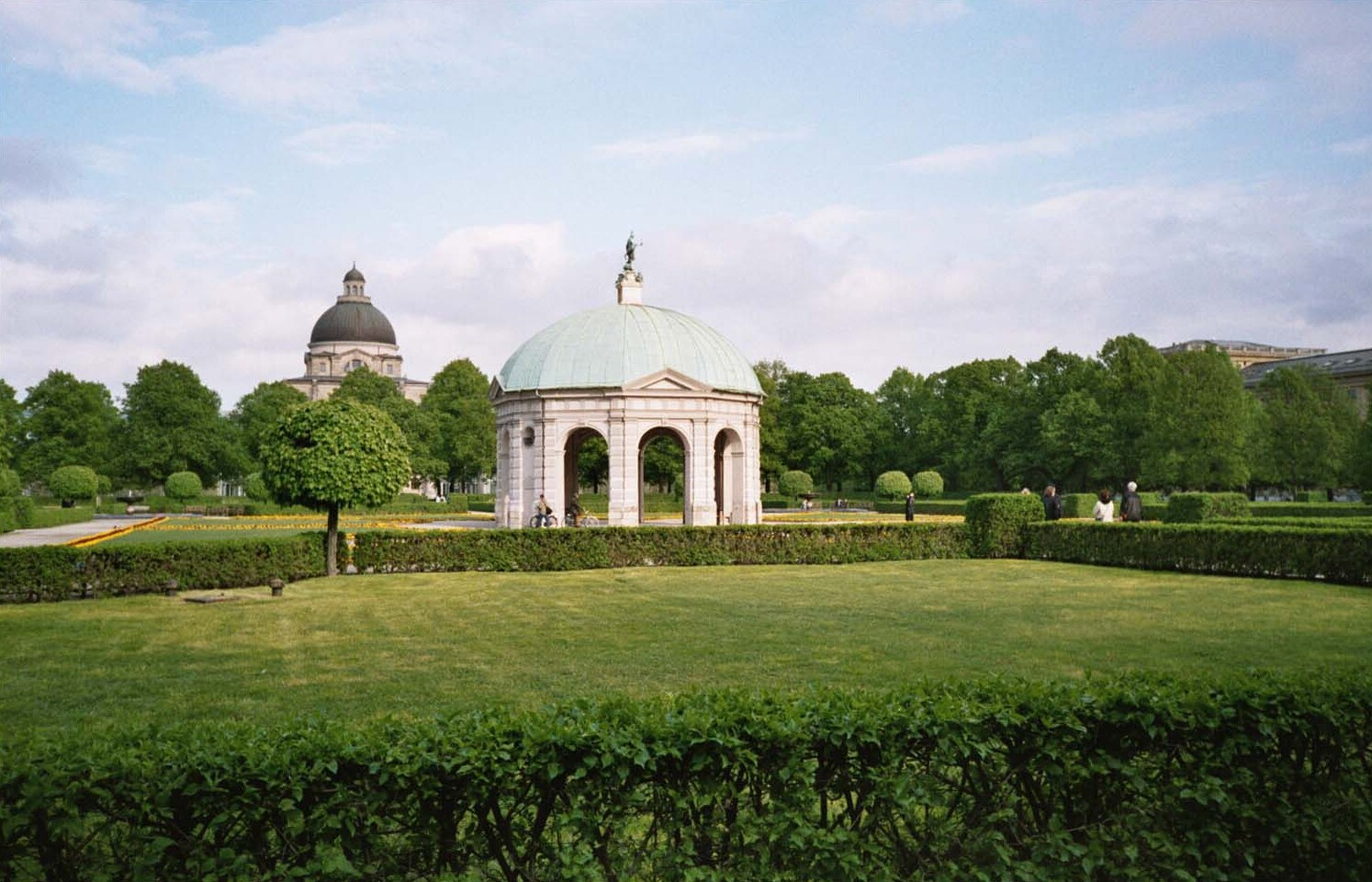
Geschnittene Kornelkirschen-Hecken im Hofgarten München

Vom Kornelkirschenbaum wurde alles genutzt: Blüten, Blätter, Rinde, vor allem aber das Holz und die Früchte.
Zumindest in Deutschland ist die wirtschaftliche Bedeutung stark zurückgegangen; eine Rolle spielen noch die Früchte zur Herstellung von Edelobstbränden.
In dem um 1920 erschienenen Standardwerk Illustrierte Flora von Mittel-Europa von Gustav Hegi heißt es zur Verwendung der Kirschen, sie würden entweder roh oder kandiert genossen oder mit Zucker oder Essig zu Kompott verarbeitet. Auch Marmeladen, Gallerten und Fruchtsäfte ließen sich daraus bereiten. Die Fruchtsäfte seien unter dem Namen Scherbet oder Hoschaf besonders im südöstlichen Europa beliebt, namentlich bei den Türken. Auch als Fischköder würden die reifen Früchte benützt. Aus den Kirschkernen fertigte man billige Rosenkränze. Die im Kern eingeschlossenen Samen könnten geröstet als Kaffee-Ersatz dienen und würden sich dann durch einen vanilleartigen Geruch auszeichnen. Die Kornellen seien in der Türkei früher auch dazu benutzt worden, den Fez, die traditionelle türkische Kopfbedeckung, rot zu färben.
Laut Hegi kamen die Kornelkirschen in klimatisch günstigen Jahren bisweilen massenhaft auf den Markt, so in München 1914 und 1918, wobei 1918 das Pfund mit 60 Pfennig bezahlt wurde. Auf dem Balkan sind sie im Herbst noch überall zu finden.
Das sehr dichte und harte Holz des Kornelkirschbaums, das polierbar und schwer spaltbar ist, diente vor allem in der Drechslerei und Wagnerei zur Herstellung von Werkzeugen, Radspeichen, Schusternägeln, Messergriffen, Hammerstielen, mathematischen Instrumenten und Kämmen, auch für Zahnräder in Mühlwerken. Da es stark schwindet, verlangt es sorgfältiges Trocknen.
Wegen der großen Zähigkeit des Holzes und seiner bereits erwähnten Härte wurde es früher gern für die Herstellung von Holzhämmern für die Bildhauerei, den  Knüpfeln, eingesetzt; dazu braucht man starke Stämme. Daneben wurde es zur Erzeugung von Holzkohle verwendet. Rinde, Holz und Blätter enthalten Gerbstoffe, die zum Färben benutzt wurden. Die Borke mit ihrem 7- bis 16-prozentigen Lohgehalt eignet sich besonders zum Gerben.

### Zeugnisse aus der Vorgeschichte und der Antike
Schon in italienischen Pfahlbauten der Jungsteinzeit und Bronzezeit, ebenso in Österreich hat man Kerne der Kornelkirschen gefunden, und zwar ganze Schichten. Offenbar waren sie ein wichtiger Teil der damaligen Nahrung. Daneben machte man sich das feste, elastische Holz zunutze. Dies wird besonders deutlich in den großen Mythen des Altertums. So war laut dem griechischen Schriftsteller Pausanias das Trojanische Pferd, mittels dessen Odysseus und seine Gefährten Troja eroberten, aus dem Holz der Kornelkirsche gezimmert. Auch der legendäre Bogen des Odysseus, den nur er spannen konnte, soll aus diesem Holz gefertigt worden sein. Die Kornelle wurde auch in der Schweinemast verwendet. So heißt es bei Homer im 10. Gesang der Odyssee in der Szene, in der die Zauberin Kirke einen Teil der Gefährten des Odysseus in Schweine verwandelt:
Weinend ließen sie sich einsperren, da schüttete Kirke

ihnen Eicheln und Buchenmast und rote Kornellen

vor, das gewöhnliche Futter der erdaufwühlenden Schweine.
Aus dem Trojanischen Krieg wird eine grausige Geschichte berichtet: Der Herrscher Thrakiens ließ Polydoros, den jüngsten Sohn des Priamos, des Königs von Troja, umbringen. Seine Krieger streckten mit ihren Speeren, die, wie damals üblich, aus dem Holz der Kornelkirsche gefertigt waren, den wehrlosen Polydoros nieder. Doch die Schäfte der Mordwaffen schlugen Wurzeln und vom Blut des unbestatteten Jünglings genährt, konnte selbst noch das tote Holz der Speere ergrünen. Ein Kornelkirschenstrauch wuchs daraus heran. Später landete Aeneas, der mit wenigen Gefährten dem Massaker von Troja entkam, auf seiner Flucht zunächst an der Küste Thrakiens. Dort wollten sie als erstes den Göttern opfern. Für das nötige Brennholz bot sich ein Dickicht aus Kornelkirschen an. Als sie jedoch die ersten Äste brachen, quoll Blut daraus. Als weiteres grausiges Zeichen hörten sie dann eine Stimme, die sich als Geist des Polydoros zu erkennen gab. Genau hier war der Mord geschehen.
Im Altertum erhielt das Holz der Kornelkirsche militärtechnische und letztlich historische Bedeutung, als König Philipp II. die Phalanx als neue Schlachtordnung der makedonischen Infanterie etablierte.
Deren bis zu sechs Meter lange Lanzen (Sarissen) konnten nur aus diesem speziellen Holz gefertigt werden; der erfolgreiche Einsatz der Phalangen gegen die persische Kavallerie wurde zu einem wesentlichen Faktor, der Philipps Sohn, Alexander dem Großen, seine Eroberungen ermöglichte.
Wegen seiner Festigkeit und Zähigkeit war das Holz des Kornelbaums wie kaum ein anderes zur Herstellung von Speeren und Lanzen geeignet. Bei den alten Griechen und Römern war diese Verwendung so üblich, dass verschiedene Dichter des Altertums in ihren Metaphern nicht mehr von der Lanze sprachen, sondern von der Kornelkirsche, die der Krieger dem Feind entgegenschleuderte. So auch Ovid in seinen in den Jahren 2–8 n. Chr. entstandenen Metamorphosen. Statt schlicht schwang die Lanze zu sagen, heißt es in der sehr wortgetreuen Übersetzung von Johann Heinrich Voß aus dem Jahre 1798: „schwang die mit Erz vorblinkende Last der Kornelle.“ An anderer Stelle spricht er etwas verständlicher vom kornellenen Schaft. In einer neueren Übersetzung des 12. Buchs (Die Lapeten und Zentauren) ist zu lesen: „Grad ins Gesicht er gebohret die ungestählte Kornelle.“ Gemeint ist eine Lanze aus Kornelkirschenholz ohne stählerne Spitze.
In Ovids Schilderungen des Goldenen Zeitalters (Metamorphosen, VIII, 611) ernährt sich die bessere und friedlichere Hälfte der Menschheit von Erd- und Brombeeren sowie von Kornellen. Als die Götter Zeus und Hermes unerkannt bei dem alten Ehepaar Philemon und Baucis einkehren, setzen diese ihnen eingemachte Kornelkirschen vor.
Nach römischer Überlieferung hat noch zur Zeit von Kaiser Caligula (37–41 n. Chr.) auf dem Palatin ein uralter Kornelkirschenbaum gestanden.
Dieser soll seinen Ursprung darin gehabt haben, dass bei der sagenhaften Gründung Roms durch die Zwillinge Romulus und Remus im Jahre 753 v. Chr. Romulus seine Lanze als Grenzzeichen für die Stadt in den Boden stieß. Diese war, wie damals üblich, aus dem Holz der Kornelkirsche gefertigt. Die Lanze soll dann – als Zeichen für die geglückte Gründung – ausgeschlagen sein und sich zu dem Baum entwickelt haben. Auch andere römische Städte sollen auf ähnliche Weise von den römischen Auguren mit einem Stab aus Kornelkirschenholz als Ausrichtungspunkt gegründet worden sein.
Der Gordische Knoten war aus einem Seil aus dem Bast der Kornelkirsche geknotet.

### Verwendung als Spazierstock
Große Popularität hat das Holz der Kornelkirsche in Deutschland durch einen Wanderstock gefunden, den Ziegenhainer. Da ihr Holz so fest ist, stellten die Bauern des Dorfes Ziegenhain südöstlich der Universitätsstadt Jena aus den geschälten Ästen besonders haltbare Knotenstöcke her. Sie wurden zunächst von den Jenaer Studenten getragen, kamen dann in Mode und wurden etwa zum Ausgang des 19. Jahrhunderts in ganz Deutschland bekannt. Daneben gab es noch andere, preisgünstigere, die aus dem weniger harten und weit häufigeren Weißdorn gefertigt wurden. Der von den Studenten getragene Stock, damals Stenz genannt, hatte eine zweifache Verwendung: Einmal als Spazier- und Wanderstock, dann als Bestandteil der damals häufigen studentischen Duelle, und zwar in Händen der Sekundanten. Manche Einwohner Ziegenhains verdienten gut an der im Jahre 1789 begonnenen Fertigung der Ziegenhainer Stöcke. Laut einem Verkaufskatalog für Studentenutensilien aus den 1920er Jahren kostete damals ein echter Ziegenhainer 7,50 Mark, ein gedrechselter 5 Mark. Die Kornelkirschen wurden damals in der Umgebung von Jena auch zur Herstellung der Spazierstöcke angepflanzt. Eine aufwändigere Art des Ziegenhainers war der gedrehte Stock, den man durch Beeinflussung des Wuchses erhielt. Eine einfachere Variante fertigte man an der Drechselbank.

### Verwendung als Heilmittel

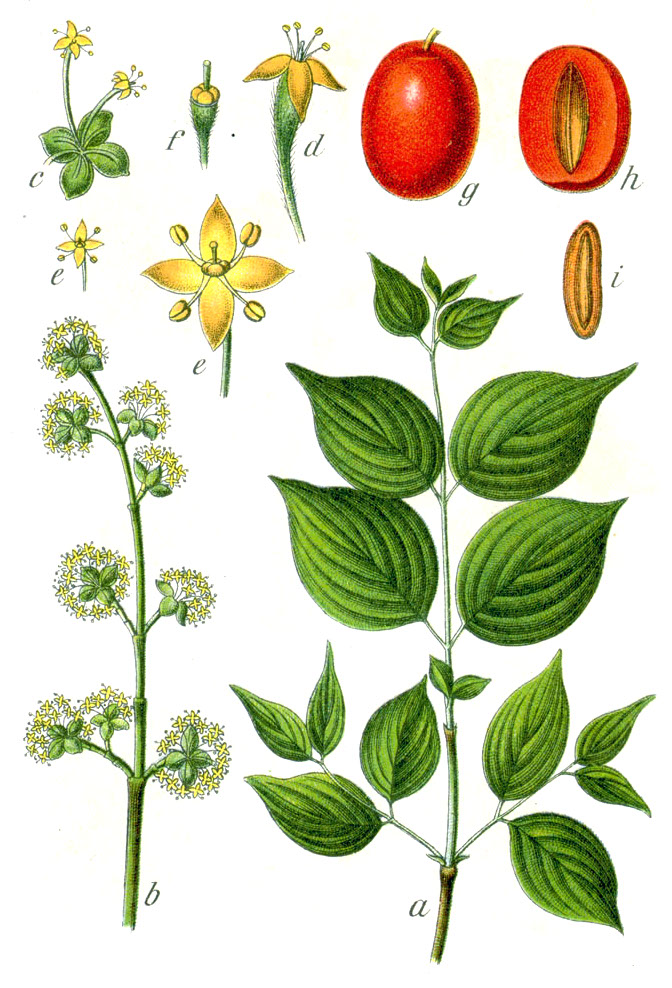
Illustration in J. G. Sturms Deutschlands Flora in Abbildungen

Auch als Heilmittel gegen verschiedene Gebrechen haben sich Teile der Kornelkirsche (Früchte, Blüten, Blätter und Holz) einen Namen gemacht. Noch immer findet man in der Heilmittelkunde den Begriff Fructus Corni (Früchte des Kornelkirschenbaums) für eine Droge.

Zedlers Universal-Lexicon von 1733 widmet ihrer Heilwirkung eine lange Spalte. Unter anderem kühlen danach die Cornell-Kirschen, sie „ziehen etwas zusammen und stopfen, wirken gegen die rothe Ruhr und gegen Blut-speyen, geben bei hitzigen Krankheiten kühlende Labung“. Man verwendet die Beeren wie Oliven, macht einen „Cornell-Wein daraus, der gegen Bauch-Flüsse“ genutzt wird. Gegen diese hülfen auch die gedörrten und zu Pulver gestoßenen Früchte. Das aus dem Holz ausgezogene Öl rotte den Krebs aus. Die Beeren in Wein gekocht und getrunken kurierten den Nierenstein. Die Blätter stillten das Bluten von Wunden.
Wegen ihrer Verwendung gegen die rote Ruhr trugen die Kornelkirschen auch den Namen Ruhrbeeren.
Schon im 12. Jahrhundert hatte die Heilige Hildegard von Bingen in Physika, ihrem medizinischen Werk, ein Kapitel der Heilkraft der Kornelkirsche gewidmet, dort Erlizbaum genannt. Sie empfahl ein Bad aus Rinde, Holz und Blättern gegen die Gicht sowie die Kirsche für den Magen (3. Buch, Kapitel 40, textkritische Übersetzung von Marie-Louise Portmann, 1991):

„Von der Kornelkirsche (Dirlitze)
Die Kornelkirsche ist warm, und ihre Wärme ist mild, und sie hat süße Feuchtigkeit in sich. Nimm daher von ihrer Rinde, dem Holz und den Blättern und koche sie in Wasser, und mache daraus ein Bad. Und wer an Gicht leidet, sei es ein Kind, ein junger Mensch oder ein alter, der bade darin oft und umgebe sich in diesen Bädern (mit diesen Blättern). Und das tue er im Sommer, wenn der Baum grün ist, und dem Kind und dem jungen Menschen wird es bestens zur Gesundheit verhelfen. Dem alten Menschen aber wird es ziemlich nützen, jedoch nicht in dem Maße wie dem Kind und dem jungen. Und so werden sie sich besser befinden. Und die Frucht dieses Baumes schadet dem Menschen nicht, wenn man sie ißt, aber sie reinigt und stärkt den kranken und auch den gesunden Magen, sie nützt dem Menschen für die Gesundheit.“

Auf den medizinischen Werken Hildegards von Bingen aufbauend hat sich eine Hildegard-Medizin herausgebildet. In dem 1990 von dem Heilpraktiker Reinhard Schiller erschienenen Buch Hildegard Medizin Praxis werden die Kornelkirschen mit der Bemerkung aufgeführt: „Gut für Gesunde und Kranke, reinigen Magen und Darm“. Bei der Colitis, der Entzündung des Dickdarms, gibt das Buch folgendes Rezept:

„Roh, als Marmelade, als Gelee, als Mus oder in jeder beliebigen Zubereitung verspeisen. Kornelkirschen reinigen und festigen den Verdauungstrakt. Innerhalb weniger Monate kann Colitis mit Hilfe von Kornelkirschen, ausschließlicher Dinkelkost und begleitender Hildegard-Therapie gelindert, sogar geheilt werden.“

Das Rezept bei Zöliakie (Glutenunverträglichkeit) lautet:

„Täglich eine Portion Kornelkirschen essen, egal in welcher Form, ob roh oder gekocht, als Marmelade, Mus oder Gelee. Kornelkirschen reinigen und stärken das angeschlagene Verdauungssystem und fördern dessen Gesundheit. Mit einem einmaligen Verzehr kann man aber noch keine Wunder erwarten. Sie sind ein Langzeittherapeutikum und sollen über Monate hinweg täglich verwendet werden.“

Darüber hinaus wird die Kornelkirsche im Kapitel Magengeschwüre zur zusätzlichen Behandlung bei Magenleiden empfohlen.
Im 1996 erschienenen Hildegard von Bingen-Kochbuch von Wighard Strehlow heißt es über die Kornelkirschenfrüchte:

„Sie enthalten den roten Fruchtfarbstoff Anthocyan, der zur Vitamin-P-Gruppe gehören. Dieses Vitamin P ist ein wichtiger Schutz- und Reparaturfaktor bei Entzündungen und Verletzungen der Schleimhäute und Blutgefäße, zum Beispiel bei Gastritis oder Krampfaderleiden.“

Auch der Heilpflanzenführer (Guida alle piante medicinali) von Paola Lanzara, 1978 in Italien erschienen, nennt verschiedene wohltuende Wirkungen der Kornelkirsche (Übersetzung):

„Die Früchte bewahren auch bei der Reifung einen säuerlichen Geschmack und enthalten Glukose, Äpfel- und Zitronensäure, Schleim- und Gerbstoffe. Aus den Früchten erhält man Marmeladen von leicht säuerlichem Geschmack und verstopfender Wirkung. Werden sie vergoren, liefern sie alkoholische Getränke von angenehmem Geschmack.

In seiner Beschreibung des Goldenen Zeitalters berichtet Ovid über Menschen, die sich auch von Kornelkirschen ernähren. Aus den Samen erhält man ein Öl, das zur Seifenherstellung verwendet wird. Geröstet und mit Kaffee vermischt, verleihen sie diesem einen angenehmen Vanille-Duft, es ist der berühmte Wiener Kaffee. Mit den Blättern kann man sich zum Trinken aus der Tasse einen angenehmen Aufguss machen. Die Volksmedizin empfiehlt die Früchte als Mittel gegen Durchfall. Auch die Rinde (die eine bittere Substanz enthält, das Cornin, ebenso wie tannin- und pektinhaltige Substanzen) verleiht einem Aufguss daraus verstopfende und kräftigende Wirkung.“

### Verwendung für Speisen und Getränke

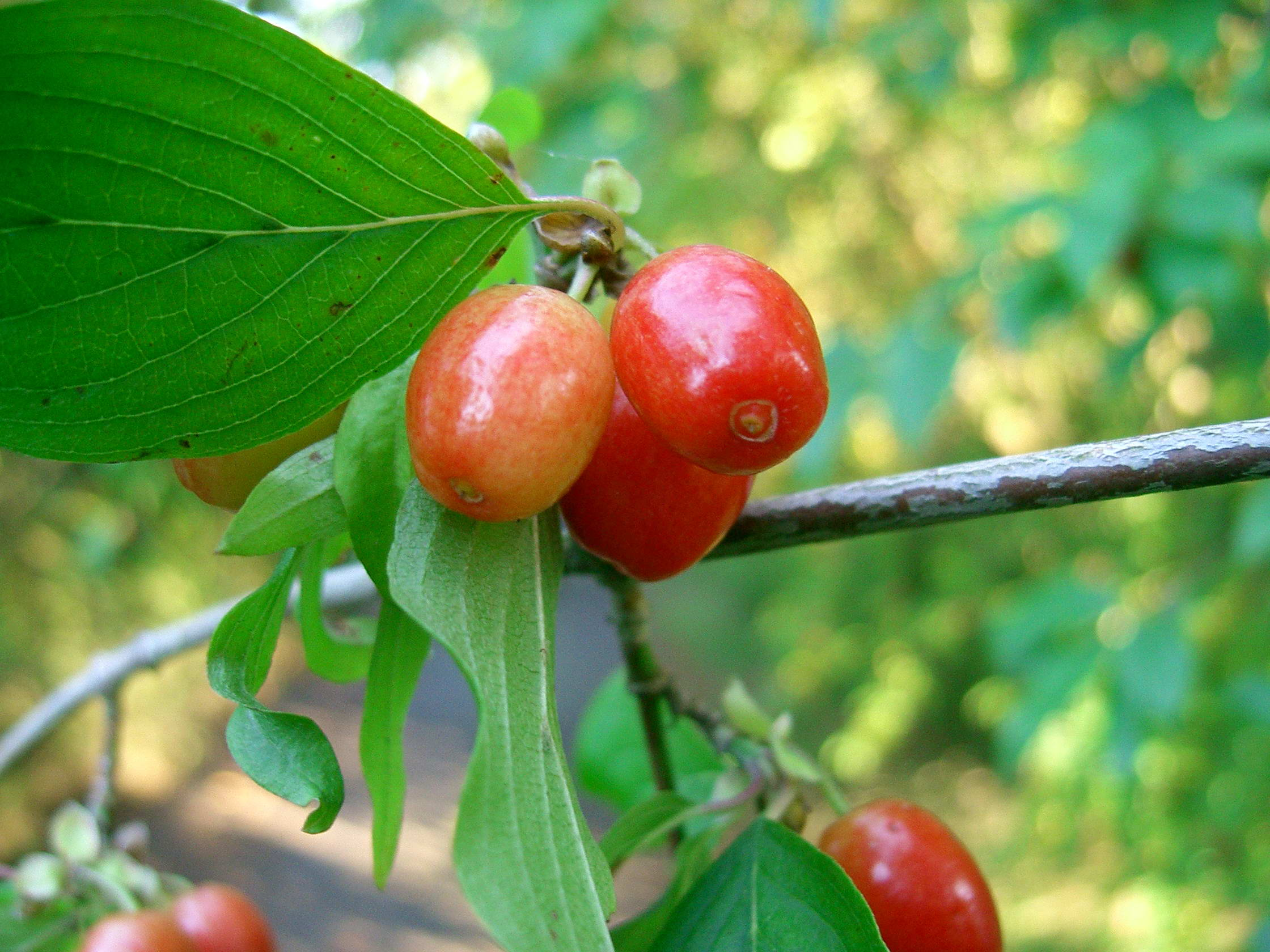
Halbreife Früchte der Kornelkirsche

Wohl schon immer fand in Deutschland, zumindest in der südlichen Hälfte, die Kornelkirsche für Speisen und Getränke Verwendung. So gab es in Baden den Brauch, dass am Fastensonntag die Burschen von ihren Mädchen mit dem Kuechlestruß bewirtet wurden: dünne Blütenzweige der Kornelkirsche, die in Teig getaucht und in kochendes Fett zum Backen gehalten wurden (Marzell, Kräuterbuch, 1922; vgl. „Holderküchle“ vom Schwarzen Holunder). Vom Anfang des 19. Jahrhunderts wird berichtet, dass die im Schatten getrockneten jungen Blätter vermischt mit jungen Sauerkirsch- und wilden Erdbeerblättern einen schmackhaften Tee ergäben.
Seit der zweiten Hälfte des 20. Jahrhunderts besinnt man sich wieder auf den Wert von Wildfrüchten und damit auch auf die Kornellen. Sie enthalten 8–9 Prozent Zucker (vorwiegend Traubenzucker und Fruchtzucker) sowie 2–3 Prozent freie Säuren, vor allem Äpfelsäure. Wegen ihres hohen Gehalts an Vitamin C (70–125 mg je 100 g Frischsubstanz) finden sie speziell als Vitaminspender Verwendung.
Inzwischen gibt es eine Anzahl Neuzüchtungen mit viel Fruchtfleisch. Das Bundessortenamt gab in seiner Beschreibenden Sortenliste Wildobst von 1999 eine sehr positive Darstellung der Verwertungsmöglichkeiten von Kornellen:

„Vollreife Früchte als Vitamin-C-reiche Rohkost (auch nach erster Frosteinwirkung); Früchte für Tiefkühlung mit Verarbeitung im Winter geeignet. Herstellen von Trockenprodukten ist in der Sonne oder bei künstlicher Wärme möglich. Säfte, Süßmost sind sehr erfrischend. Likör, Wein von ausgezeichnetem Geschmack, ebenso in Alkohol eingelegte Früchte, von hervorragender Qualität sind Sirup, Gelee und Konfitüre. Marmelade kann mit säurearmen Fruchtarten wie Birne, Apfel, Holunder, Zwetschge sowie Melone und Kürbis zusammen hergestellt werden. Verarbeitungsprodukte weisen eine schöne rosarote Färbung auf.“

In den ursprünglichen Herkunftsländern im südöstlichen Europa, dem Kaukasus, der Türkei und Westasien wird die Kornelkirsche vielseitig für Getränke, aber auch für Speisen genutzt. Sowohl für die Herstellung von Spirituosen als auch für Limonaden oder als Saft. In Speisen verwendet man sowohl die frischen als auch die getrockneten Früchte nicht nur für Marmelade, sondern auch für süße und salzige Suppen, Hauptgerichte wie Lamm- und Reisgerichte und für Desserts wie Kompott oder Gebäck.

#### Kornelkirschenwasser
Den höchsten wirtschaftlichen Wert erlangt die Kornelkirsche durch die Herstellung von Kornelkirsch(en)wasser mit Hilfe der Brennblase. Einige dieser Obstwässer laufen unter der mundartlichen Bezeichnung Zisserle. Allerdings haben sie in Deutschland bisher noch keine größere Bedeutung. Dagegen ist in Osteuropa seit langem die Herstellung von Wein und Likör aus Kornelkirschen üblich. Es wird vermutet, dass bereits in den steinzeitlichen Pfahlbauten Mitteleuropas schmerzstillende, berauschende Getränke aus vergorenen Kornelkirschen gewonnen wurden. Eine nähere Anleitung zur Herstellung von Kornelkirschenwasser ist 1998 erschienen.
In Österreich ist die Tradition der Herstellung von Spirituosen aus Kornelkirschen nie abgebrochen. Sie gehören dort schon immer zu den besten unter den Obstbränden und werden meist unter der Bezeichnung Dirndlbrand angeboten. Die Preise für diese Produkte sind wegen des hohen Arbeitsaufwandes infolge der Kleinfrüchtigkeit und der geringen Alkoholausbeute entsprechend hoch.

### Gärtnerische Vermehrung

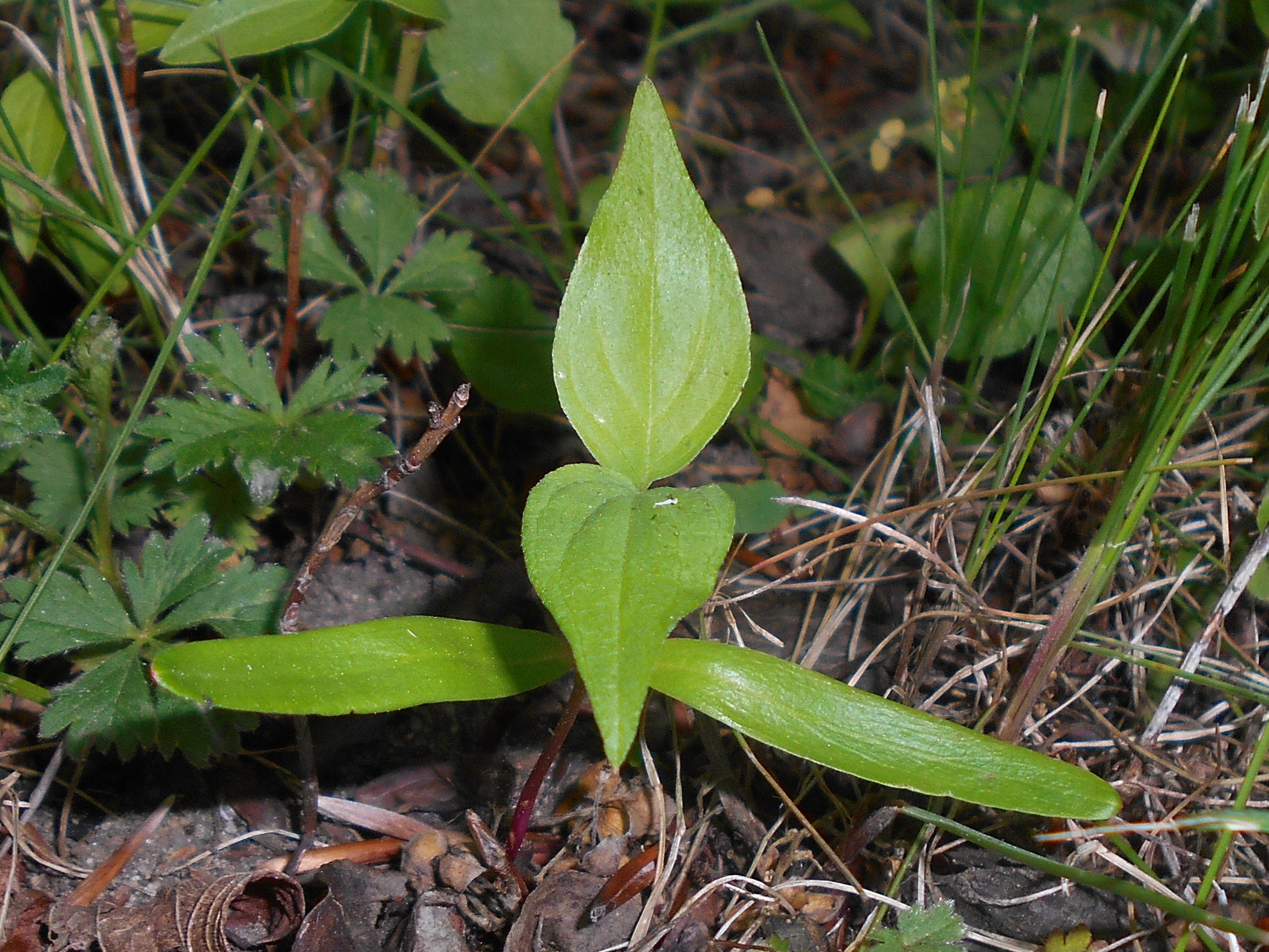
Kornelkirschensämling

Für die Vermehrung der Kornelkirsche werden in den verschiedenen Gartenbüchern drei Möglichkeiten angegeben:
1. Durch Absenker, d. h. niedrig wachsende Zweige werden durch einen Haken auf den Boden gezogen, bis sie Wurzeln gebildet und angewachsen sind und dann abgetrennt werden können.
2. Durch Stecklinge von noch weichem Holz, die im Mittsommer geschnitten und dann in Pflanzerde gesetzt werden.
3. Durch Samen, der im Herbst ausgesät wird.

Der Samen braucht mindestens einen, meist zwei Winter zum Keimen. Stattdessen kann man ihn zuerst zwei bis fünf Monate warm stratifizieren, gefolgt von drei Monaten im Kühlschrank, dann in feuchtem Torf in einem Plastikbeutel keimen lassen.
Fruchtsorten sind oft Hybride und werden durch Okulation oder Kopulation auf wilde Wuchsunterlagen veredelt.
Die Kornelkirsche wächst nur langsam und trägt erst im Alter von 8–10 Jahren Früchte.

## Regionale Bedeutung
Im niederösterreichischen Pielachtal zählt die Dirndl seit Generationen im landwirtschaftlichen Bereich zu einem wichtigen Standbein. Aufzeichnungen sprechen von der Zeit Maria Theresias. War früher hauptsächlich das harte Holz der Dirndlsträucher von Bedeutung, wird heute vor allen Dingen Marmelade, Saft und Dirndlbrand hergestellt. 2004 wurden in der Region über 8000 Dirndlsträucher gezählt.
Die Dirndl sind auch namensgebend für die Genuss Region Pielachtaler Dirndl und für die touristische Vermarktung des Pielachtales als Dirndltal.